# Rhododendron-Routen
Die Rhododendron-Routen sind zwei Radrundwege – die westliche Route mit 45 km und die östliche Route mit 35 Kilometern Länge – die an eine der besonderen Sehenswürdigkeiten des Ammerlandes heranführen, und zwar die ausgedehnten Gartenanlagen mit Rhododendren. In der Blütezeit dieser Hecken bildenden Pflanze, im Mai und Juni, bietet die Farbenpracht der üppigen Blüten ein einzigartiges Erlebnis. Bisweilen ist es möglich, einzelne Gartenbaubetriebe entlang der beschriebenen Strecken zu besichtigen.
Beide Strecken sind entlang gut ausgebauter, aber verkehrsarmer oder ganz autofreier Wege in beiden Richtungen ausgeschildert. Der überwiegend flachen Landschaft entsprechend stellen sie keine besonderen Ansprüche an die körperliche Leistungsfähigkeit der Radler.
Die westliche Route verbindet die großen Schaugärten in Linswege, Gristede und Rostrup. Sie berührt das Landschaftsfenster „Rhododendron“ in Westerstede-Gießelhorst.

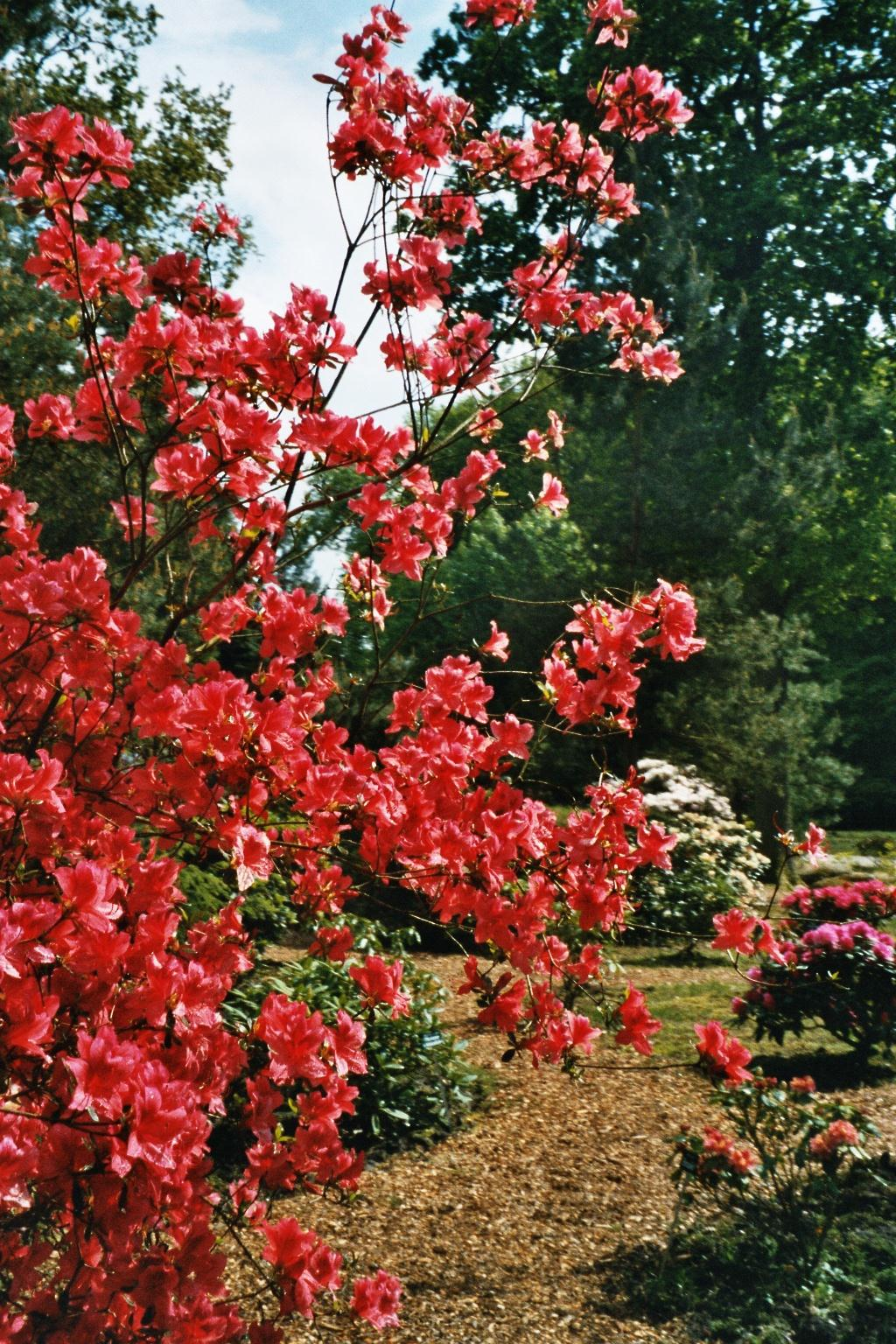
Rhododendronpark Linswege
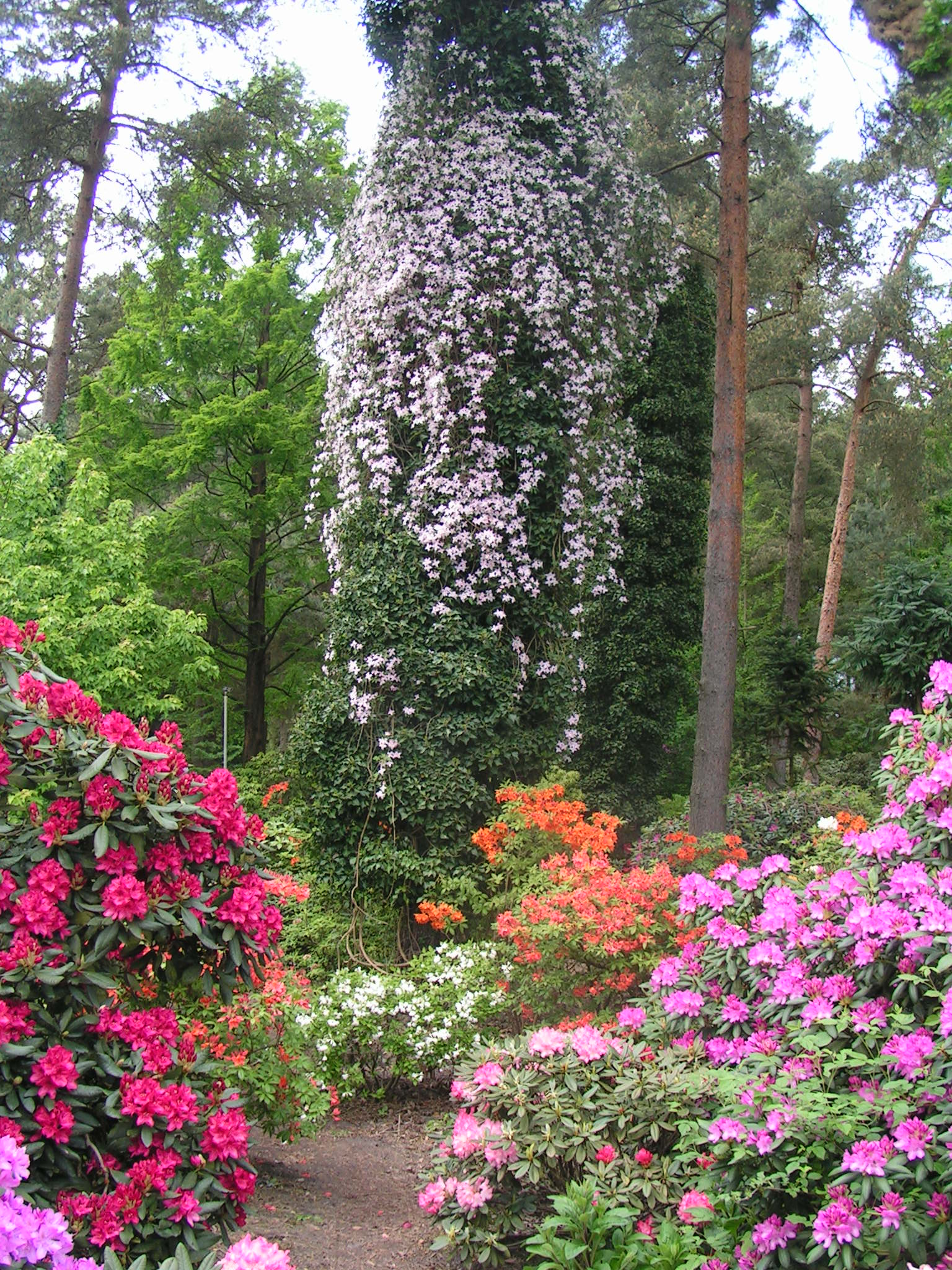
Rhododendronpark Gristede
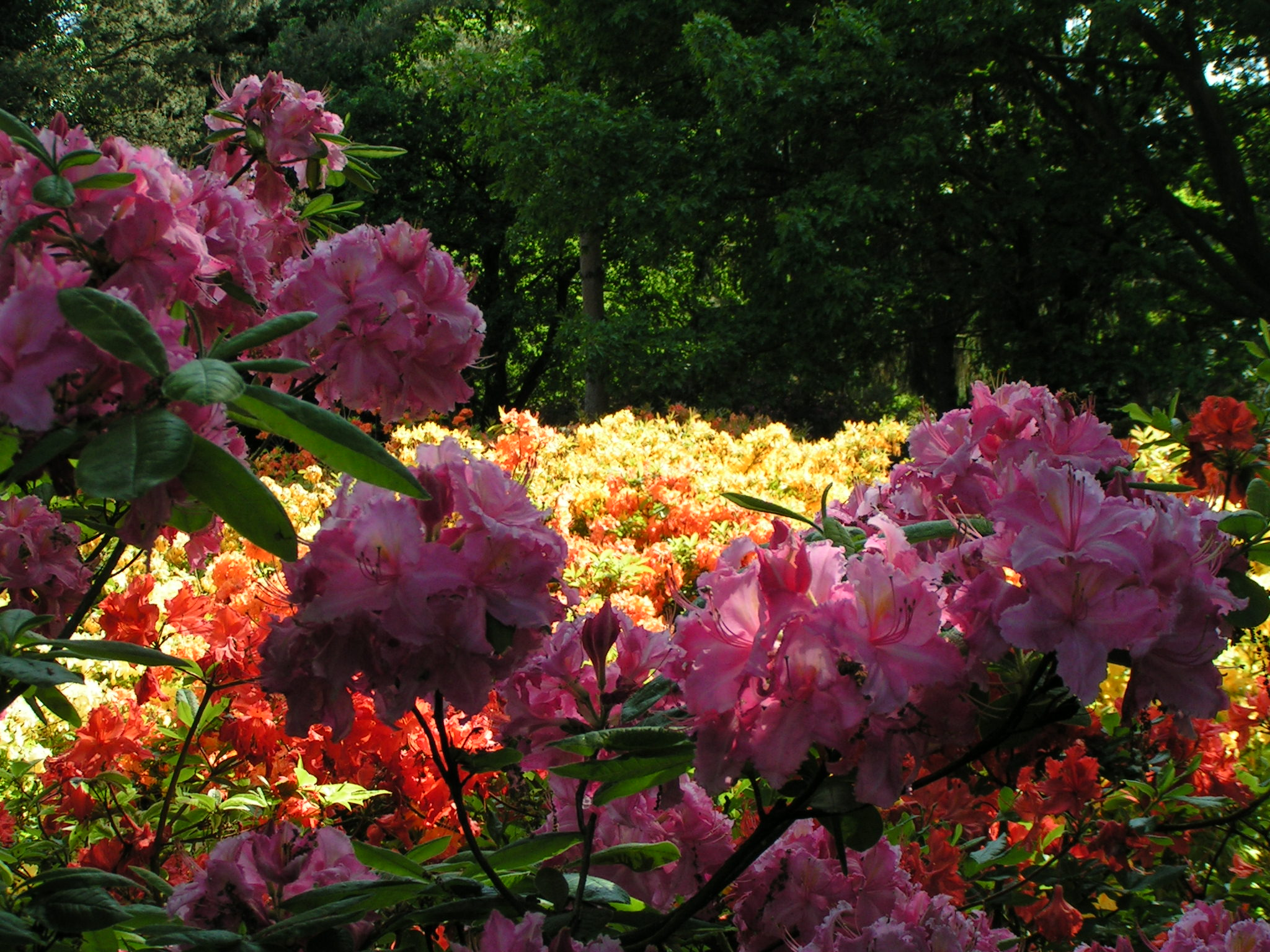
Rhododendren im Park der Gärten Rostrup
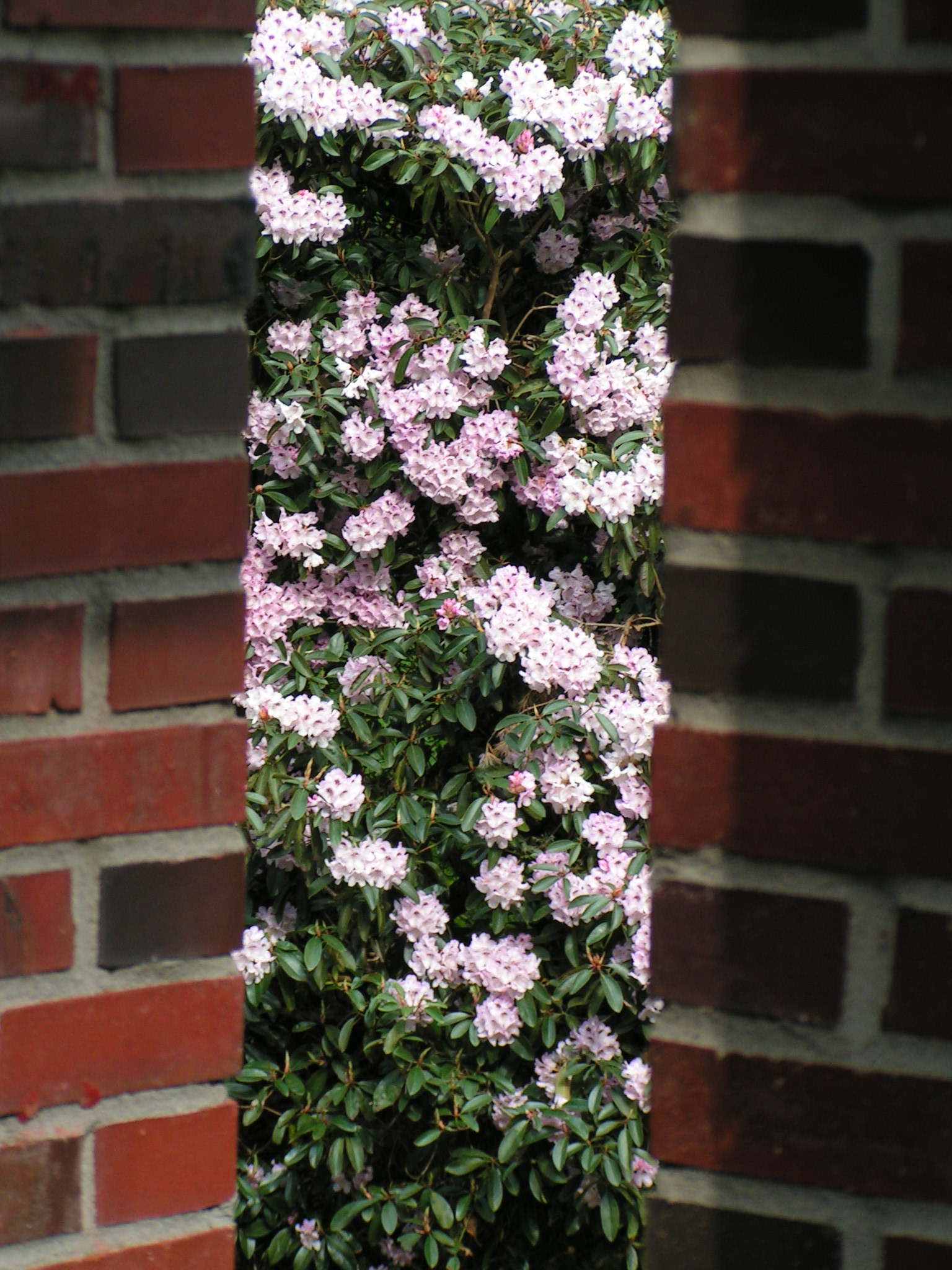
Landschaftsfenster „Rhododendron“ in Gießelhorst

Die östliche Route führt an vielen Baumschulen mit Rhododendren und ebenfalls am Rhododendronpark Gristede vorbei. Besonders reizvoll ist die Streckenführung zum Schloss in Rastede. Hier legte der Gartenarchitekt Carl Ferdinand Bosse im 18. Jahrhundert den Grundstein für den Anbau des Rhododendrons im Ammerland. Diese Route berührt das Landschaftsfenster „Wallhecken“ in Wemkendorf (Gemeinde Wiefelstede).

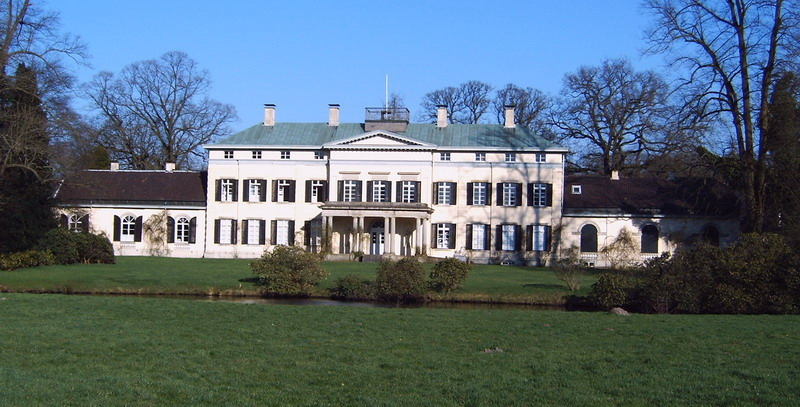
Schloss Rastede
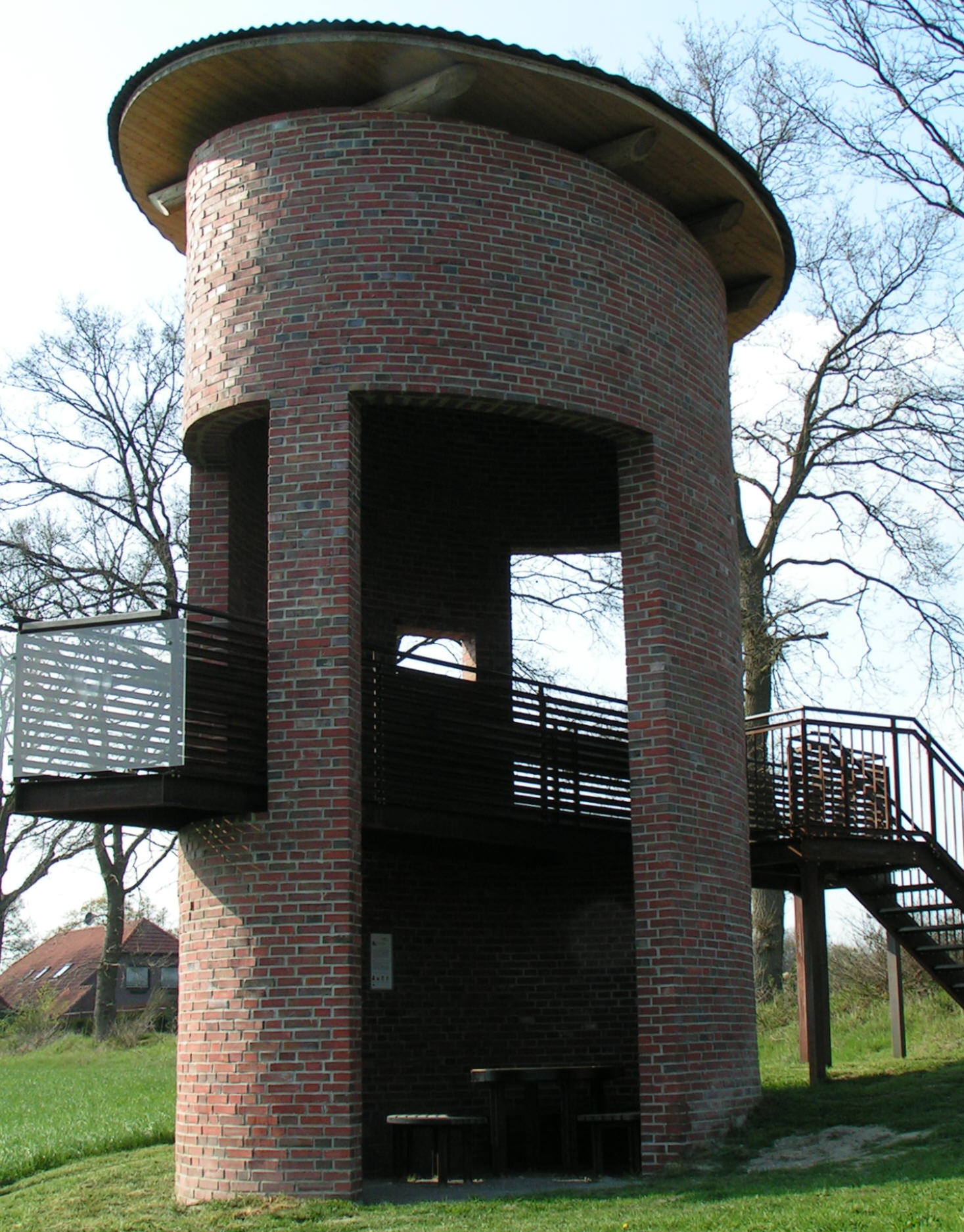
Landschaftsfenster „Wallhecken“ in Wemkendorf